# Мансанілья (Уельва)
Мансанілья (ісп. Manzanilla) — муніципалітет в Іспанії, у складі автономної спільноти Андалусія, у провінції Уельва. Населення — 2347 осіб (2010).
Муніципалітет розташований на відстані близько 410 км на південний захід від Мадрида, 49 км на схід від Уельви.
На території муніципалітету розташовані такі населені пункти: (дані про населення за 2010 рік)
- Мансанілья: 2345 осіб
- Ель-Вальє: 2 особи

## Демографія
Динаміка населення (INE ):